# Dvarčionių keramika
AB Dvarčionių keramika war eine litauische Ziegelei im Vilniuser Stadtteil Dvarčionys. Das Unternehmen wurde 1888 gegründet. Bis zum Anfang des Zweiten Weltkriegs gab es 100 Mitarbeiter. In der Zeit der Litauische Sozialistische Sowjetrepublik war es ein Kombinat (Dvarčionių statybinių medžiagų kombinatas). Nach 1994 war es ein italienisch-litauisches Unternehmen. Es hatte ein Tochterunternehmen für Handel UAB Dvarčionių prekyba.
Dvarčionių keramika war an der Börse Vilnius (ISIN: LT0000122319) notiert. 2015 wurde es restrukturiert und 2016 insolvent.